# P&O Ferries
P&O Ferries (anciennement P&O European Ferries) est une société constituée de DP World (qui a repris sa société mère, la Peninsular and Oriental Steam Navigation Company (P&O) en mars 2006). P&O Ferries est enregistré à Douvres, Kent. P&O Ferries exploite également un certain nombre de lignes dans la mer d'Irlande sous le nom de P&O Irish Sea. Anciennement appelée Townsend Thoresen, la compagnie a changé de nom le 22 octobre 1987 à la suite du naufrage du Herald of Free Enterprise.

## Histoire

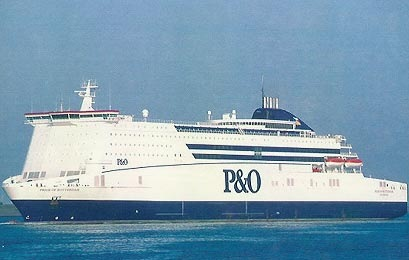
Le Pride of Rotterdam, en service dans la mer du Nord.

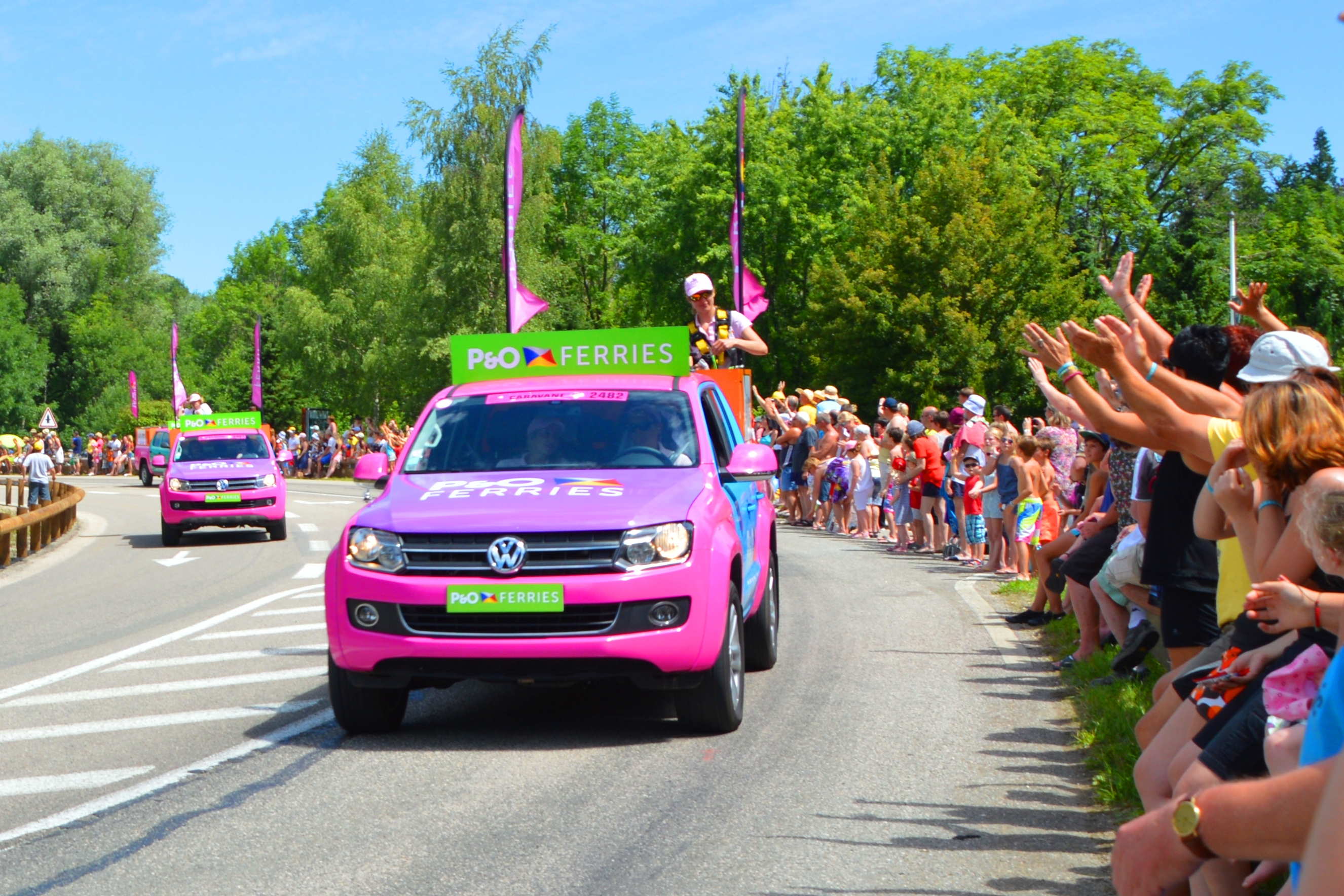
P&O Ferries dans la caravane publicitaire du Tour de France 2014

P&O avait initialement mis en place des services de traversiers au Royaume-Uni dans les années 1960, avec des services en mer du Nord. À la fin des années 1970, P&O, touchée par une réduction des activités traditionnelles de transport maritime, doit vendre un certain nombre de ses actifs.
En janvier de l'année suivante, P&O achète des actions de European Ferries, puis le reste en 1987. À la suite de la catastrophe du Herald of Free Enterprise en mars 1987, beaucoup pensent que Townsend Thoresen change de nom pour éviter une perte d'image mais cet accord avait été conclu avant la catastrophe (qui ne fera que précipiter ce changement).Elle devient le 22 octobre 1987 P&O European Ferries, avec des services entre Portsmouth et Douvres.
En 1996, à la suite d'un avis de la Commission de la concurrence, P&O European Ferries se divise en trois filiales distinctes : P&O Portsmouth, P&O North Sea et crée une coentreprise entre P&O et le Suédois Company Stena ABla ayant pour filiale au Royaume-Uni Stena Line (Royaume-Uni) Ltd pour créer P&O Stena Line, à Douvres.
En avril 2002, P&O annonce son intention d'acheter Stena Line. La vente est conclue en août et en octobre.
En septembre 2004, P&O Ferries Ltd effectue un examen de ses affaires, qui aboutit à la fermeture de plusieurs de ses lignes à partir de Portsmouth. Seule la liaison Portsmouth—Bilbao survit. Ces fermetures sont principalement imputables à l'expansion des compagnies aériennes à bas coûts et à l'utilisation croissante du tunnel sous la Manche.
Le 15 janvier 2010, P&O Ferries annonce l'arrêt de la ligne Portsmouth—Bilbao d'ici la fin de septembre lorsque son contrat avec le Pride of Bilbao se terminera. Cela se traduit par la fermeture de la dernière route desservie par P&O Ferries à partir de Portsmouth.
En 2014, P&O Ferries fait son entrée dans la caravane publicitaire du Tour de France.
Le 11 mai 2020, la compagnie annonce 1 100 licenciements dont 600 sur la liaison Douvres-Calais.
Le 17 mars 2022, la compagnie annonce le licenciement de ses 800 marins britanniques, remplacés par des marins employés par des compagnies tierces. Ces nouveaux sont une main-d’œuvre intérimaire étrangère que l'entreprise rémunère à bas coût. Ils sont originiaire d’Inde, du Guatemala, du Honduras, de Colombie, de Maurice, de Roumanie, de Pologne, de Bulgarie, d’Ukraine, de Russie, d’Estonie, de Lettonie, de Lituanie, de Macédoine et de Croatie. L'annonce du licenciement a été faite aux salariés durant une visioconférence de quelques minutes. La compagnie ne fera pas l'objet de poursuites pénales après ces licenciements. Cet épisode vaudra à son CEO, Peter Hebblethwaite, l'obtention en novembre 2022, du titre de pire patron du monde. Ce titre est décerné par la Confédération Syndicale Internationale (CSI) et s'ajoute au titre de pire employeur européen décerné par la Fédération européenne des travailleurs des transports, qui lui a été remis en mai 2022.

## Douvres - Calais

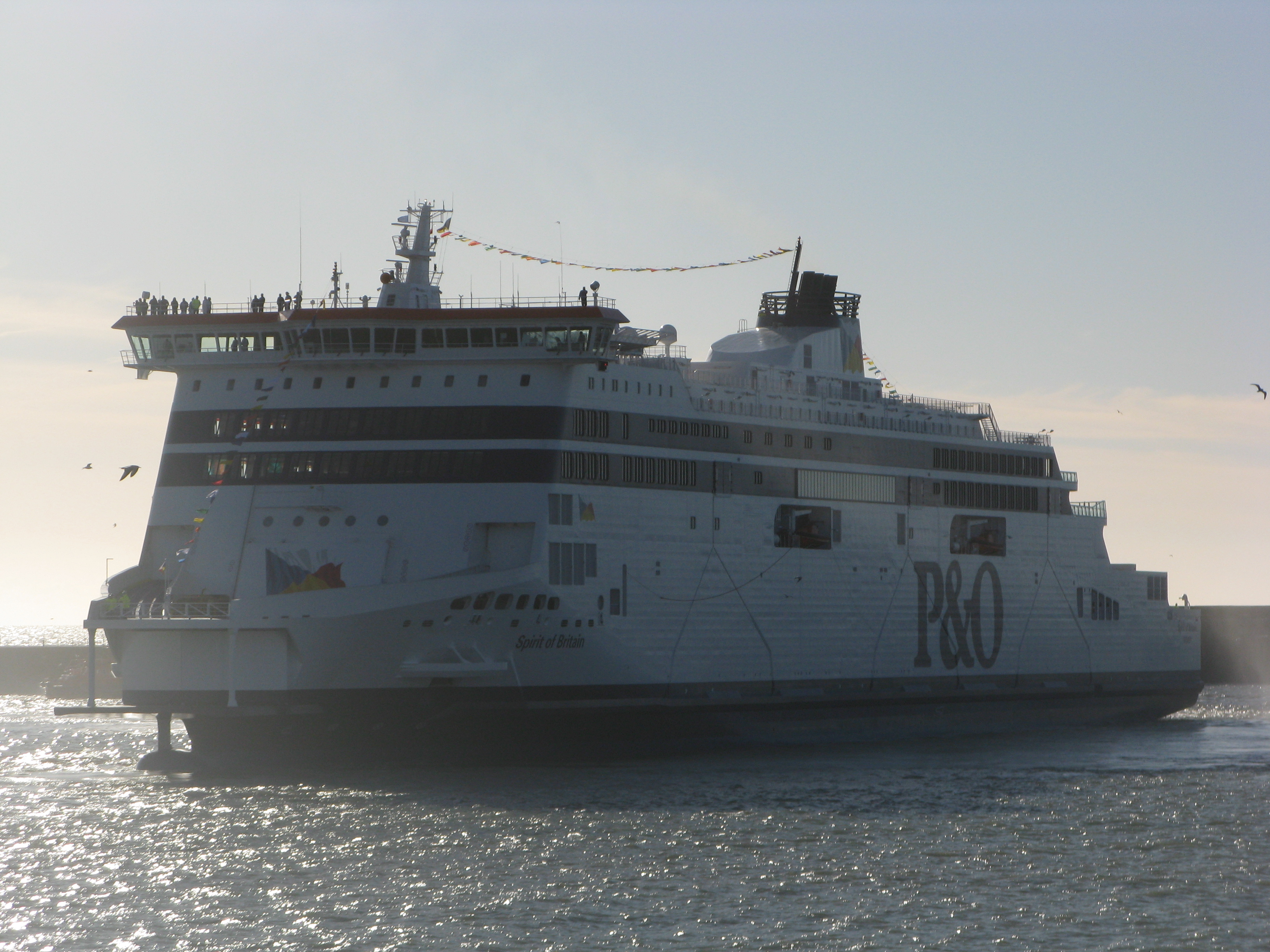
Le MV Spirit of Britain.

P & O Ferries exploite actuellement une flotte de cinq navires à passagers à usages multiples, le Pride of Burgundy, le Pride of Canterbury (II), le Pride of Kent (II), le Spirit of Britain et le Spirit of France.
Le Pride of Burgundy, le Pride of Canterbury et le Pride of Kent sont affectés à l'origine à la ligne de fret Douvres—Zeebruges, sous les noms d’European Causeway, European Pathway et European Highway. Ils sont convertis à mi-construction et entrent en service en 1993.
À la suite de la fermeture de la route Douvres—Zeebrugges en 2002, l'European Pathway et l'European Highway sont retournés à leurs constructeurs et convertis en mode « plein passagers ». Ils entrent finalement en fonction en même temps sous les noms de Pride of Canterbury et Pride of Kent.
Il est annoncé le 8 août 2008, que P&O Ferries a passé une commande de 360 000 000 € à STX Europe pour la construction de deux navires devant remplacer le Pride of Dover et le Pride of Calais. Les nouveaux navires auront 49 000 tonnes de jauge brute et 210 mètres de longueur, ce qui en ferait les plus grands ferries anglais sur la Manche. Ils seraient aussi les premiers navires dans le monde à se conformer à la nouvelle convention SOLAS « retour en toute sécurité au port ». Le premier des nouveaux navires est prévu pour être livré en décembre 2010 et le second en septembre 2011. La construction du premier navire commence le 3 mars 2009 au chantier naval STX Finlande de Rauma, en Finlande.
Le 9 janvier 2011 le Spirit of Britain entre dans le port de Douvres vers 11 h UTC, escorté par les remorqueurs DHB Dauntless et DHB Doughty. Entre le 9 et le 14 janvier il fait des essais aux différentes passerelles du port de Douvres. Le 15 janvier il entre à son tour dans le port de Calais pour les mêmes essais. Le 21 janvier 2011, il entre en exploitation commerciale sous le commandement du Senior Master Captain David Miller.
Le 28 janvier 2012 vers 11 h UTC et après un voyage depuis Rauma de 1 400 milles, le Spirit of France entre à son tour dans le port de Douvres. Le 29 janvier, il effectue des essais aux différentes passerelles du port. Le 30 janvier il quitte Douvres à 6 h 37 UTC, il entre dans le port de Calais à 7 h 50 UTC, escorté par le remorqueur calaisien Chambon Suroit qui le salue par jet d'eau continu. Le capitaine Steeve Johnson aux commandes du navire l'accoste au poste 8, avant de faire des essais au poste 9 et enfin au poste 7, les trois postes de Calais capable de recevoir ce « mastodonte ». Le 8 février 2012, il quitte Douvres à 15 h 6 UTC, avec à son bord quelques camions, pour un test grandeur nature. Il passe les jetées de Calais à 16 h 15 UTC, et accoste au poste 9 vers 16 h 20 UTC. Après avoir embarqué une cinquantaine de camions, il largue ses amarres à 17 h 32 UTC, pour Douvres. Il devrait faire une seconde traversée dans la soirée. Si tous les essais sont concluants, le Spirit of France fera sa traversée inaugurale dans le sens Douvres—Calais, le jeudi 9 février 2012 à 12 h 5, et dans le sens Calais—Douvres le même jour vers 15 h 20.
Le Spirit of Britain et le Spirit of France, sont les premiers ferries à passagers dans le monde à respecter le traité international SOLAS, Safety of Life at Sea, traduit en français par « Sauvegarde de la vie humaine en mer », et visant à définir différentes règles relatives à la sécurité, la sûreté et l'exploitation des navires. Cette convention s'applique en général aux navires de jauge brute supérieure ou égale à 500 UMS qui effectuent des voyages en eaux internationales.
Quatre autres navires sont retirés de la ligne.
Le Pride of Aquitaine et le Pride of Provence sont retirés du service dans le cadre de la révision des opérations de P&O Ferries en 2004.
Le MV Pride of Calais qui avait été initialement commandé par Townsend Thoresen pour la liaison maritime Douvres—Calais. À la suite de l'achat de Townsend Thoresen, il est livré à P&O European Ferries en 1987 et commence à fonctionner peu après. Il a été construit par Schichau Unterweser à Brême-Vegesack, en Allemagne. Avec l'arrivée du Spirit of France il avait été retiré de la ligne Calais—Douvres et se trouver en attente à Tilbury (Angleterre). Au début de l'année 2013, il fut vendu à la société Trans Europa Ferries et fut repeint et rebaptisé Ostend Spirit. À la suite de la faillite de cette compagnie, la vente fut donc annulée et le ferry et redevenu propriété de P&O. Le 31 octobre 2013, il quitta le quai de Tilbury, en direction du chantier d'Aliağa (Turquie) où il va être démantelé.
Le 29 janvier 2014, trois mois après son départ de Tilbury le 31 octobre 2013, l'Ostend Spirit ex-Pride of Calais est venu s'échouer volontairement sur la plage d'Aliağa, afin d'y être démantelé.
L'European Seaway, qui avait été retransféré sur la ligne Douvres—Calais au début de 2005 est depuis le 3 avril 2013, le dernier à avoir quitté cette ligne.

### Navires actuels et date de la première liaison commerciale entre Calais et Douvres
- MS Pride of Canterbury (II) : le 12 mai 2003
- MS Spirit of Britain : le 21 janvier 2011
- MS Spirit of France : le 9 février 2012[10]

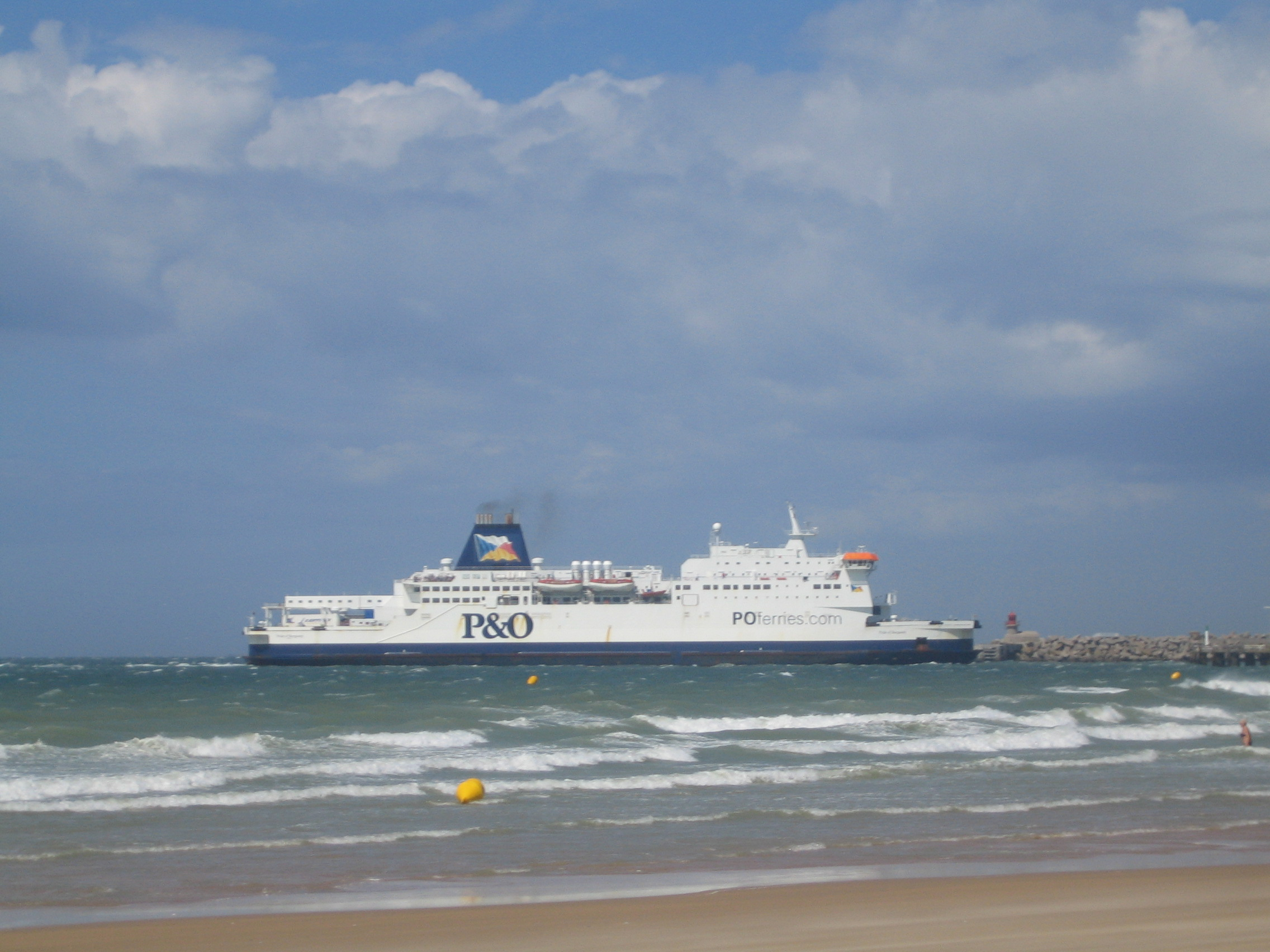
Un ferry P&O (Pride of Burgundy) à Calais.

- MS P&O Pioneer : lancement prévu courant juin 2023[11],[12]

Anciens navires et date de la première et dernière liaison commerciale entre Calais et Douvres (Ordre de départ)
- MS Pride of Bruges (ex Pride of Free Enterprise sous Townsend Thoresen) : de 1992 au 17 janvier 2000 (Renommé en décembre 1998 P&OSL Picardy
- MS Pride of Kent (I) (ex Spirit of Free Enterprise sous Townsend Thoresen) : du 26 octobre 1987 au 7 juin 2003. (Renommé P&OSL Kent en décembre 1998 et PO Kent le 15 octobre 2002)
- MS PO Canterbury (I) : du 15 octobre 2002 au 14 mai 2003
- MS PO Provence : du 15 octobre 2002 au 13 novembre 2004
- MS European Endeavour : du 11 janvier 2008 au 23 mars 2010 (entre ces deux dates, il a été affrété à plusieurs reprises sur d'autres lignes)
- MS Pride of Dover : du 2 juin 1987 au 15 décembre 2010
- MS Pride of Calais : du 14 décembre 1987 au 20 octobre 2012
- MS European Seaway : du 15 décembre 2002 au 3 avril 2013 et à plusieurs reprises jusqu'à son dernier départ le 8 janvier 2020[14]
- MS Pride of Burgundy : du 5 avril 1993 au 21 décembre 2021
- MS Pride of Kent (II) : du 14 juin 2003 au 4 juin 2023

...

## Routes au départ de Portsmouth
À son apogée, la flotte de P&O Ferries Portsmouth était composée de six navires dont un fastcraft. Avec ces navires la société exploitait trois lignes au départ de Portsmouth vers la France et l'Espagne. Il s'agit de :
- Portsmouth—Cherbourg
- Portsmouth—Le Havre
- Portsmouth—Bilbao

### Portsmouth - Cherbourg

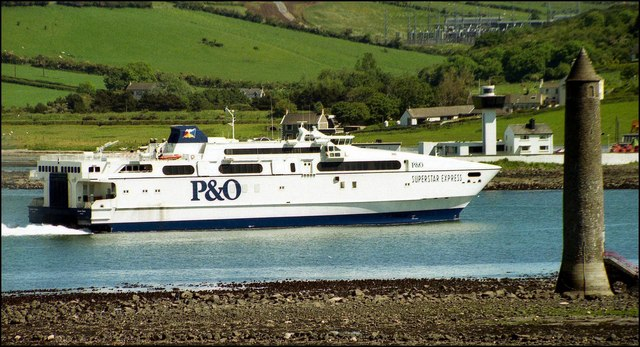
Le Superstar Express à Larne

Le parcours avait été créé sous Thoresen Ferries en juin 1976. P&O European Ferries reprend en 1987 avec le Pride of Cherbourg et le Pride of Winchester. Ils sont restés en service jusqu'en 1994 quand ils ont été remplacés par le Pride of Cherbourg 2 et le Pride of Hampshire, qui ont desservi l'itinéraire jusqu'à leur remplacement éventuel par Pride of Cherbourg 3 en septembre 2002. À la fin du mois, le Pride of Hampshire est également retiré, laissant le Pride of Cherbourg comme traversier classique sur la route. Beaucoup n'aiment pas le nouveau calendrier proposé par le nouveau navire, et malgré un calendrier analogue utilisé avec succès par Brittany Ferries sur la ligne de passagers Cherbourg—Poole durant l'été pendant de nombreuses années, il est considéré comme un facteur contribuant à la chute de la liaison.
L'itinéraire classique assuré trois fois par jour par Townsend Thoresen et plus tard par P&O, avec deux traversées par jour (matin et après-midi) en retrait de 5 heures et une nuit de navigation en cours d'exécution de 8 ou 9 heures. À partir de 2002, le nouveau navire assure la traversée deux fois par jour, le matin (4 heures 45 minutes) et le soir (5 h 45), avec des parcours de nuit plus rapide. Le vendredi soir, les navires sont renforcés (depuis 1993) par le Pride of Bilbao, plus grand avec une capacité de 2 500 passagers.
En outre, entre 1998 et 2004, un navire rapide offre un service quotidien entre Portsmouth et Cherbourg, qui, initialement, a commencé entre 1998 et 2000 sur Superstar Express, affrété par Star Cruises. Le succès remporté par Superstar Express amène la compagnie à le remplacer en 2000 par un navire plus grand, commercialisé sous le nom de Portsmouth Express. Le changement à l'ensemble de navire ne va pas sans heurts et le navire subit une série de problèmes techniques forçant P&O Portsmouth à rappeler provisoirement le Superstar Express. Le Portsmouth Express acquiert une réputation d'être peu fiable. Ses services sont d'ailleurs souvent annulés en raison de problèmes techniques et de la météo. Mais il reste sur le service un certain nombre d'années. Pour sa saison 2003, il est peint dans la norme P&O Ferries et son nom commercial est réduit à Express. Pour sa dernière saison, en 2004, le navire est officiellement renommé Express, mais commercialisé sous le nom de Cherbourg Express.
La P&O Ferries Business Review annonce en octobre 2004 la fin du service rapide entre Portsmouth et Cherbourg, qui cesse effectivement ses activités en janvier 2005. La liaison Portsmouth—Cherbourg est alors assurée uniquement par le rival de P&O, la Brittany Ferries, jusqu'à octobre 2009, lorsque Celtic Link commence à exploiter un service quotidien sur cette route. Ce fut un échec, et Celtic Link a cessé d'exploiter la route Portsmouth—Cherbourg au bout d'une quinzaine de jours.

### Portsmouth - Le Havre

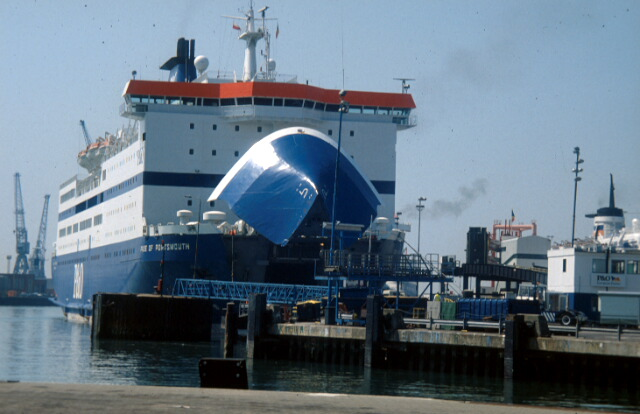
Embarquement sur le Pride of Portsmouth à Portsmouth.

La liaison commence sous Thoresen Car Ferries quand la compagnie norvégienne décide de créer une deuxième route pour répondre à la demande croissante du trafic. Le service est assuré trois fois par jour, le matin et l'après-midi (5 heures 30 minutes) et une traversée de nuit (huit heures). Les trois navires sont utilisés à la fois sur la route du Havre et sur la route, plus courte de Cherbourg.
En 1967, Normandie Ferries entre en concurrence avec Townsend Thoresen, deux fois par jour, le matin, et l'après-midi (traversée de nuit où les cabines ne sont pas offertes). Cela met les deux groupes britanniques dans une compétition à trois, avec le concurrent français Brittany Ferries. P&O Ferries rachète Normandie Ferries qui devint P&O Ferries Normandie, qui maintient son programme quotidien à deux reprises. En 1985, la compétition à trois devient un tête-à-tête avec Brittany Ferries, après que P&O a vendu ses services à Townsend Thoresen. En 1987, P&O revient sur le marché après l'achat d'European Ferries Group Ltd.
P&O European Ferries maintient un triple horaire quotidien au Havre. Mais le besoin de gros navires s'affaiblit en raison notamment de la baisse du nombre de passagers et d'un nombre de véhicules peu élevé. Les deux cargos de classe Mark 1 restent en service jusqu'à l'introduction de deux navires construits en Allemagne en 1991 et exploités auparavant par TT line/Olau line, sous les noms de Olau Hollandia et Olau Britannia sur la traversée Flessingue-Sheerness, le Pride of Le Havre et le Pride of Portsmouth sont donc affrétés en 1994 et disposent de capacités importantes : 1 600 passagers et 600 voitures.
La demande de plus gros navires a été respectée. Les deux autres cargos de classe Mark 1 déménagent en Irlande en 1995.
P&O Ferries ferme ses routes vers Le Havre à la fin septembre 2005. Pride of Portsmouth et Pride of Le Havre sont renvoyés à Falmouth jusqu'en janvier 2006, quand ils sont achetés par la Società Navigazione Alta Velocità (SNAV) en Italie. Ils sont alors rebaptisés SNAV Lazio et SNAV Sardegna et  assurent respectivement des liaisons entre Civitavecchia et Palerme, en Sicile.
LD Lines exploite un service de deux navires après la suppression du Norman Voyager et du Norman Spirit.

### Portsmouth - Bilbao (Santurtzi)

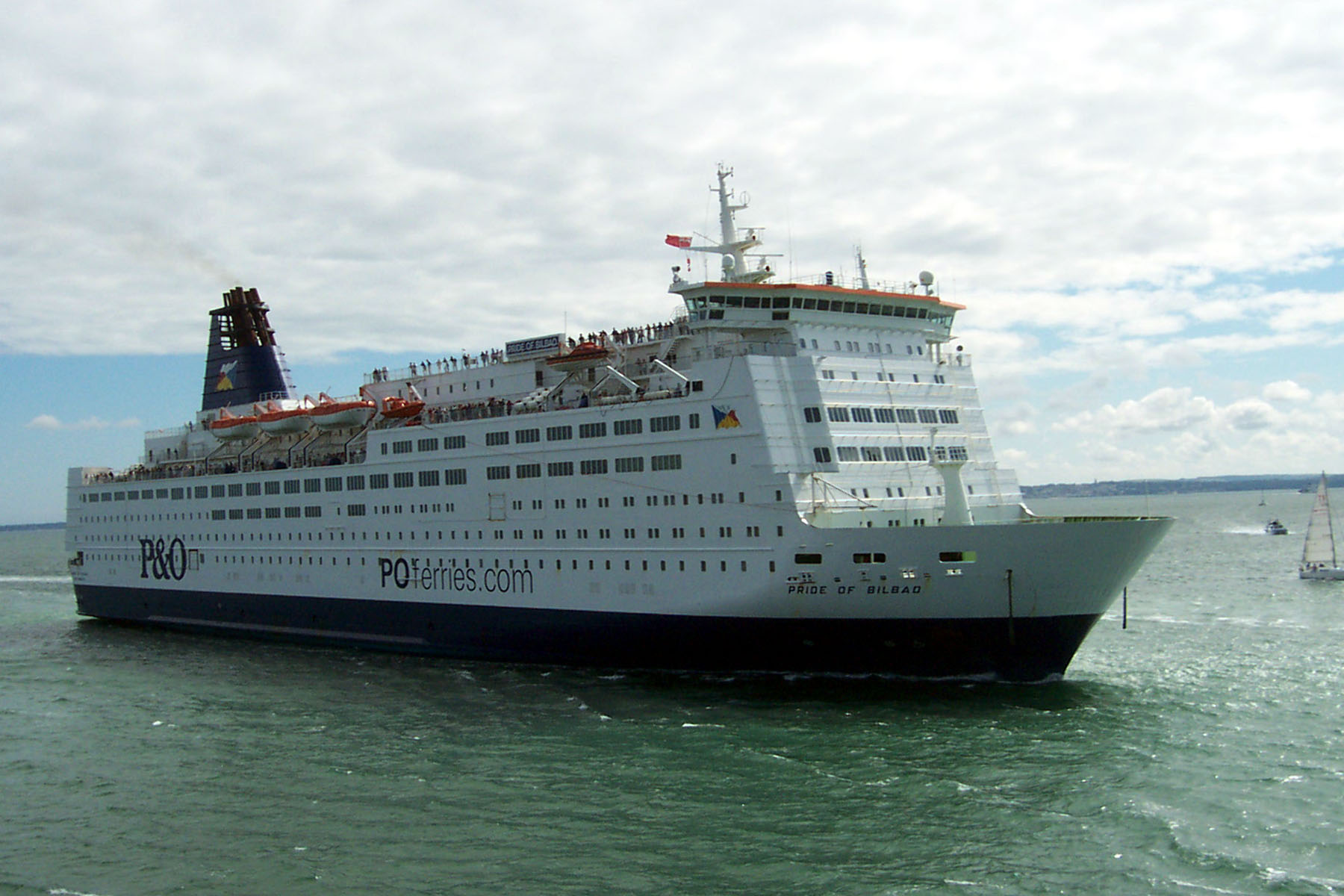
Construit pour Viking Line, le Pride of Bilbao a été utilisé par P&O pour les liaisons Portsmouth—Bilbao entre 1993 et 2010.

Lancé par P&O European Ferries en 1993 le service fonctionne deux fois par semaine avec le Pride of Bilbao.
Le 15 janvier 2010, P&O Ferries annonce qu'elle va arrêter la liaison entre Portsmouth et Bilbao. Le navire sera rendu à son propriétaire le groupe irlandais Continental pour l'exploiter sur la ligne Saint-Pétersbourg—Helsinki pour le compte de la compagnie St. Peter Line sous le nom de Princess Anastasia.